# Topcon
Topcon Corporation (яп. トプコン Топукон) — японская компания, производитель оптического оборудования.

## История
Компания основана 1 сентября 1932 года под названием «Акционерная компания „Токийское оптическое оборудование“» (яп. 東京光学機械株式会社 То:кё: ко:гаку кикай кабусики-гайся). Компания образована путём слияния подразделения "Часовой компании Хаттори Сэйко-ся" (яп. 服部時計店精工舎 Хаттори токэйтэн Сэйко:ся, в настоящее время Seiko), производящего измерительные инструменты, и «Фабрики оптического оборудования Кацума» (яп. 勝間光学機械製作所 Кацума ко:гаку кикай сэйсакудзё). Штаб-квартира компании находилась в квартале Гиндза токийского спецрайона Тюо. В настоящее время компания располагается в районе Итабаси.
Компания стала одним из первых японских производителей оптического оборудования. До конца Второй мировой войны компания производила объективы для армии Японии, тогда как для военного флота Японии аналогичные поставки осуществлял Nikon.
В 1947 году начат выпуск и продажи диоптриметров и другого офтальмологического оборудования;
В 1949 году акции компании прошли процедуру листинга на фондовых биржах Токио и Осаки;
В 1957 году выпущен первый однообъективный зеркальный фотоаппарат компании Topcon R;
В 1960 году контроль над компанией перешёл к компании Tokyo Shibaura (ныне Toshiba);
В 1963 году выпущен первый в мире серийный фотоаппарат с заобъективным измерением экспозиции «Topcon RE-super»;
В октябре 1969 года учреждено отделение в префектуре Фукусима под названием Tokyo Kogaku Seiki Kabushikikaisha;
В апреле 1970 года учреждено европейское представительство Topcon Europe N.V. в Роттердаме;
В сентябре 1970 года учреждено отделение Topcon Instrument Corporation of America в США;
В январе 1975 года учреждено отделение геодезического оборудования Topcon Sokki Co., Ltd.;
В декабре 1976 года учреждено отделение по торговле медицинским оборудованием Topcon Medical Japan Co., Ltd.;
В 1989 году название компании Tokyo Kogaku было изменено на Topcon;
В 2009 году акции компании прошли процедуру делистинга на Фондовой бирже Осаки;

## Продукция
Компания производит оптическое оборудование для офтальмологии, строительства и промышленности. Лазерное оборудование, GPS-навигаторы, измерительные приборы, компоненты для DVD, проекторы и т. д.

### Фотоаппараты
До конца 1970-х годов компания Tokyo Kogaku была одним из крупнейших в мире производителей фотоаппаратуры под названием Topcon. Первый среднеформатный фотоаппарат модели Lord выпущен в 1937 году. Спустя год на рынок поступила новая камера под фотоплёнку тип-127. В годы Второй мировой войны инженеры компании разработали для нужд армии уникальный сверхсветосильный объектив Simlar с максимальным относительным отверстием f/0,7. После войны в 1951 году начат выпуск двухобъективного зеркального фотоаппарата Primoflex и копий «Лейки» под названием Leotax. В 1953 году представлена малоформатная модель 35A. В 1960 году по заказу Токийской городской полиции налажен выпуск пресс-камеры формата 6×9 см, рассчитанной на объективы Mamiya. Для гражданской версии камеры выпускались свои объективы Topcor.
Наиболее известным фотоаппаратом в 1963 году стал Topcon RE-super (Super D Beseler на рынке США), впервые в мире оснащённый заобъективным измерением экспозиции. При этом использовалась инновационная система замера при полностью открытой прыгающей диафрагме. Разработанный двумя годами ранее Pentax Spotmatic с подобной системой экспозамера, поступил в серийное производство лишь в 1964 году, уступив приоритет «Топкону». В том же, 1964 году запущено производство модели Topcon Uni, ставшей первой в мире «зеркалкой»-автоматом на основе TTL-экспонометра. Благодаря высокому качеству и техническому совершенству фотоаппараты Topcon успешно конкурировали с другими ведущими брендами. В 1965 году Topcon Super D участвовал в сравнительных испытаниях, проведённых ВМС США при выборе фотооборудования для оснащения экипажей. Выиграв у культового Nikon F, камера Topcon использовалась американским флотом вплоть до прекращения выпуска в 1977 году.